# Landesregierung Katschthaler II
Die Landesregierung Katschthaler II bildet die  Salzburger Landesregierung in der 11. Gesetzgebungsperiode unter Landeshauptmann Hans Katschthaler von der Wahl der Landesregierung am 2. Mai 1994 bis zum Rücktritt von Katschthalers bzw. der Wahl Franz Schausbergers zum neuen Landeshauptmann am 24. April 1996.
Mit der Landtagswahl 1994 hatten sich die Machtverhältnisse in der Landesregierung zum fünften Mal in Folge verschoben, wobei die Österreichische Volkspartei (ÖVP) ihre 1984 gewonnene absolute Mehrheit verlor. Während die Sozialdemokratische Partei Österreichs (SPÖ) ihre zwei Regierungssitze halten konnte, verlor die ÖVP einen ihrer bisher vier Regierungssitze an die Freiheitliche Partei Österreichs (FPÖ), die damit erstmals in ihrer Geschichte zwei Regierungsmitglieder stellte.
Mit Ausnahme des durch die Machtverschiebung bedingten Wechsel ging die Vorgängerregierung Katschthaler I unverändert in die neue Regierungsperiode. Auf Grund des Mandatsverlusts der ÖVP gehörte die bisherige Landesrätin Gerheid Widrich nicht mehr der Regierung an, als neuer FPÖ-Landesrat zog dafür Robert Thaller in die Regierung ein. Während der Amtszeit der Regierung Katschthaler II kam es bis zum Rücktritt Katschthalers zu keinen Änderungen in der Regierungsmannschaft.

## Regierungsmitglieder
| Amt                               | Name                | Partei | Ressorts |
| --------------------------------- | ------------------- | ------ | -------- |
| Landeshauptmann                   | Hans Katschthaler   | ÖVP    |          |
| 1. Landeshauptmann-Stellvertreter | Gerhard Buchleitner | SPÖ    |          |
| 2. Landeshauptmann-Stellvertreter | Arno Gasteiger      | ÖVP    |          |
| Landesrat                         | Othmar Raus         | SPÖ    |          |
| Landesrat                         | Karl Schnell        | FPÖ    |          |
| Landesrat                         | Robert Thaller      | FPÖ    |          |
| Landesrat                         | Rupert Wolfgruber   | ÖVP    |          |